# Josef Harbrecht
Josef Harbrecht (* 22. Dezember 1884 in Schwarzach; † 22. Juni 1966 in Bühl) war ein deutscher Pädagoge und Politiker (Zentrum, BCSV, CDU).

## Leben
Nach dem Besuch der Lenderschen Lehranstalt in Sasbach und des Gymnasiums in Rastatt nahm Harbrecht ein Studium der Mathematik und Naturwissenschaften an den Universitäten in Freiburg und Heidelberg auf, das er mit der Staatsprüfung für das Höhere Lehramt abschloss. Während seines Studiums wurde er Mitglied in den katholischen Studentenverbindungen W.K.St.V. Unitas Rheno-Danubia Freiburg und W.K.St.V. Unitas Heidelberg im UV. Nach seinem Studium arbeitete er als Lehrer an den Höheren Lehranstalten in Wolfach, Tauberbischofsheim und Oberkirch. Zuletzt war er als Oberstudiendirektor an der Oberrealschule in Bühl tätig.
Harbrecht war vor 1933 Stadtrat der Zentrumspartei in Bühl. Ab 1940 betätigte er sich in einer aktiven Widerstandsgruppe des Kreises um Carl Friedrich Goerdeler.
Nach dem Zweiten Weltkrieg war Harbrecht Mitbegründer und Vizepräsident der „Union der Aktiv-Kräfte gegen den Nazismus für ein lebendiges Abendland“ („Occident-Union“). Kurz darauf trat er in die BCSV ein, aus der später der CDU-Landesverband Südbaden hervorging. Er war seit 1946 Kreisrat, von 1946 bis 1947 Mitglied der Beratenden Landesversammlung des Landes Baden und von 1952 bis 1956 Mitglied der Verfassunggebenden Landesversammlung bzw. des Landtages von Baden-Württemberg.

## Ehrungen
- Ehrenbürgerschaft der Stadt Bühl, 1963